# Sofia Devetag
Sofia Devetag (Castel San Pietro Terme, 20 maggio 1993) è una pallavolista italiana.
Gioca nel ruolo di schiacciatrice nella Nettuno Pallavolo Montella.

## Carriera
La carriera di Sofia Devetag comincia nelle giovanili del Vicenza Volley, poi diventato Joy Volley Vicenza, dove milita dal 2008 al 2010. Nella stagione 2010-11 passa alla Polisportiva Casciavola Volley, in Serie B1.
Nella stagione 2011-12 viene ingaggiata dal Robur Tiboni Urbino Volley, facendo il suo esordio nella pallavolo professionistica, giocando come libero. Nella stagione 2012-13 passa all'Idea Volley di Bologna, con cui disputa il campionato di Serie B1, ritornando al ruolo di schiacciatrice.
Nell'annata 2013-14 gioca in Serie A2 per la Polisportiva Antares, mentre in quella successiva è nuovamente in Serie B1 con il Todi Volley. Nella stagione 2015-16 veste la maglia del New Volley Libertas di Aversa, in Serie A2, per poi ritornare in Serie B1 grazie all'ingaggio da parte della Nettuno Pallavolo Montella.